# Сондас
Сондас — упразднённая в 2020 году деревня в Великоустюгском районе Вологодской области.
Входила в состав Заречного сельского поселения, с точки зрения административно-территориального деления — в Шемогодский сельсовет.
Расстояние по автодороге до районного центра Великого Устюга — 27 км, до центра муниципального образования Аристово — 11 км. Ближайшие населённые пункты — Погорелово, Угол, Козлово, Лучнево, Климлево.
По данным переписи в 2002 году постоянного населения не было.